# Anthaxia andreinii
Anthaxia andreinii es una especie de escarabajo del género Anthaxia, familia Buprestidae. Fue descrita científicamente por Kerremans en 1907.